# Lundby
Lundby foi uma das freguesias administrativas da cidade sueca de Gotemburgo no período 2011-2020. As "freguesias administrativas" cessaram de existir em 1 de janeiro de 2021, tendo as suas funções sido centralizadas em 6 "administrações municipais" (fackförvaltningar).

Estava situada na ilha de Hisingen, na margem norte do rio Göta älv, entre a ponte de Älvsborg e o túnel de Tingstad. 
Tinha cerca de 53 000 habitantes (2019) e uma área de18,4 km2. 
Compreendia os bairros de Bräcke, Brämaregården, Helgered, Kvillebäcken, Kyrkbyn, Kärrdalen, Rambergsstaden, Sannegården, Slättadamm e Tolered.
Possuía áreas de recreação natural no parque de Hisingen e na colina de Ramberget, e dispunha de uma arena desportiva em Rambergsvallen e de uma piscina municipal em Lundbybadet.

## Galeria

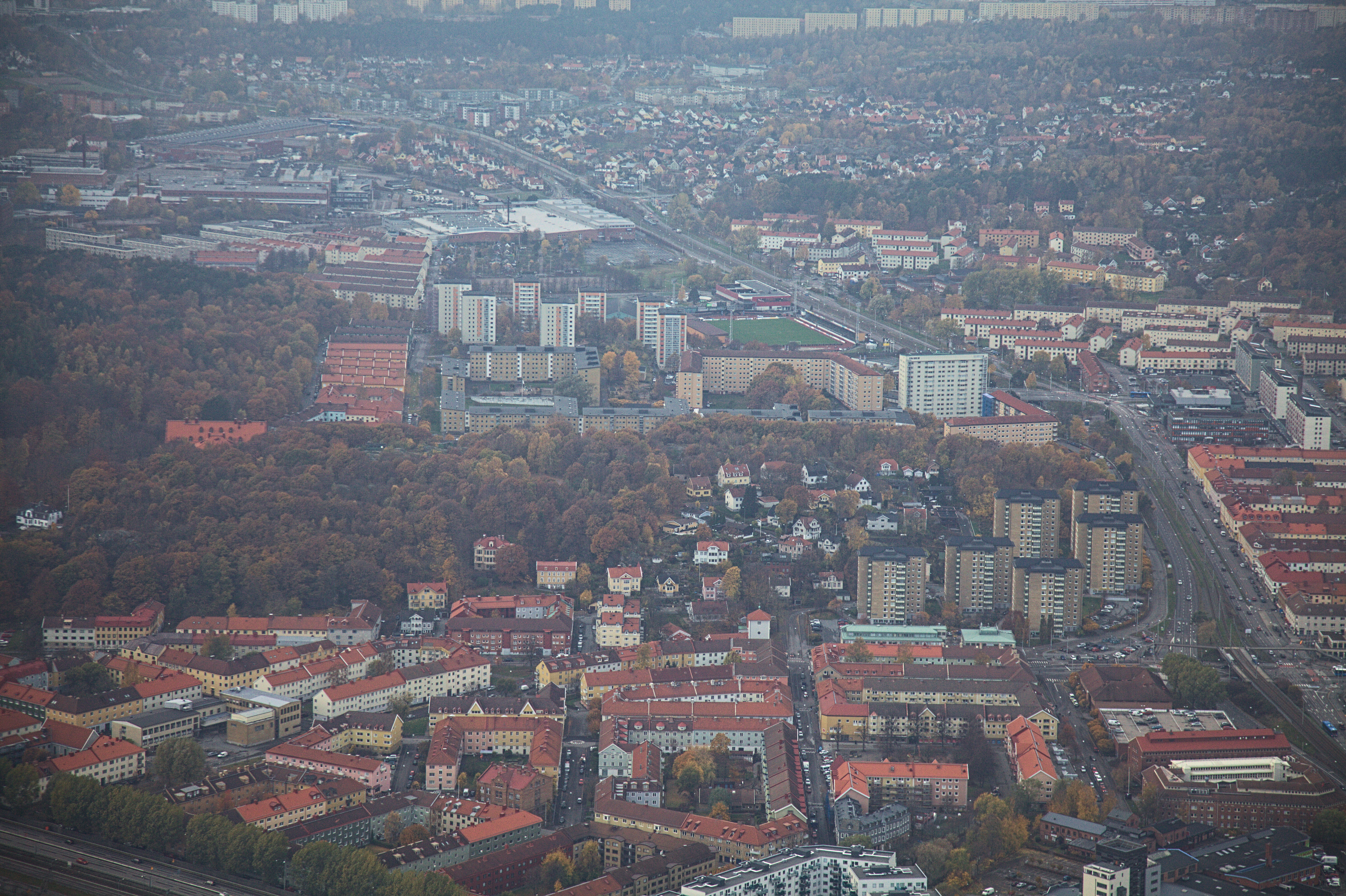
Vista aérea do centro de Lundby
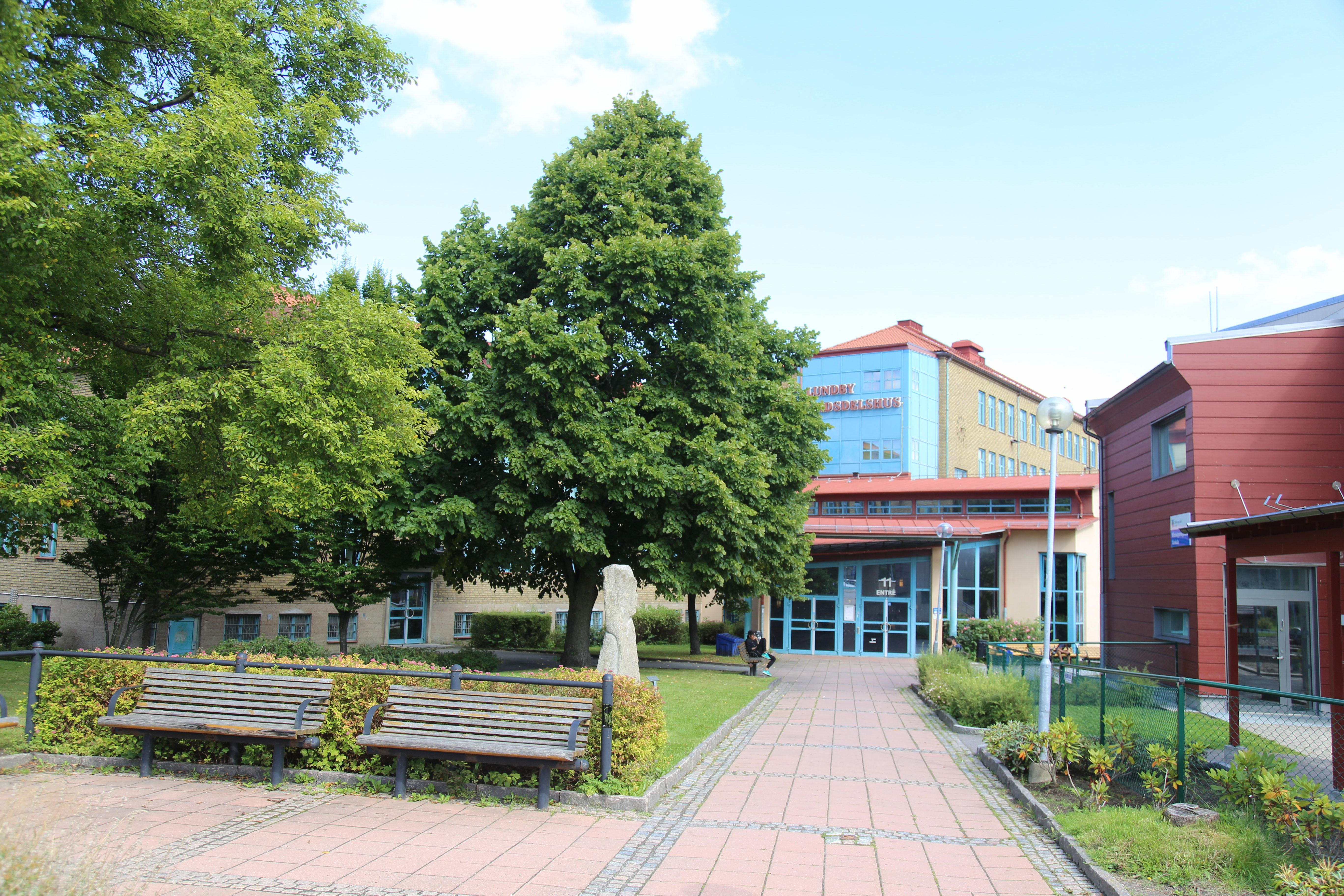
Antiga administração local de Lundby
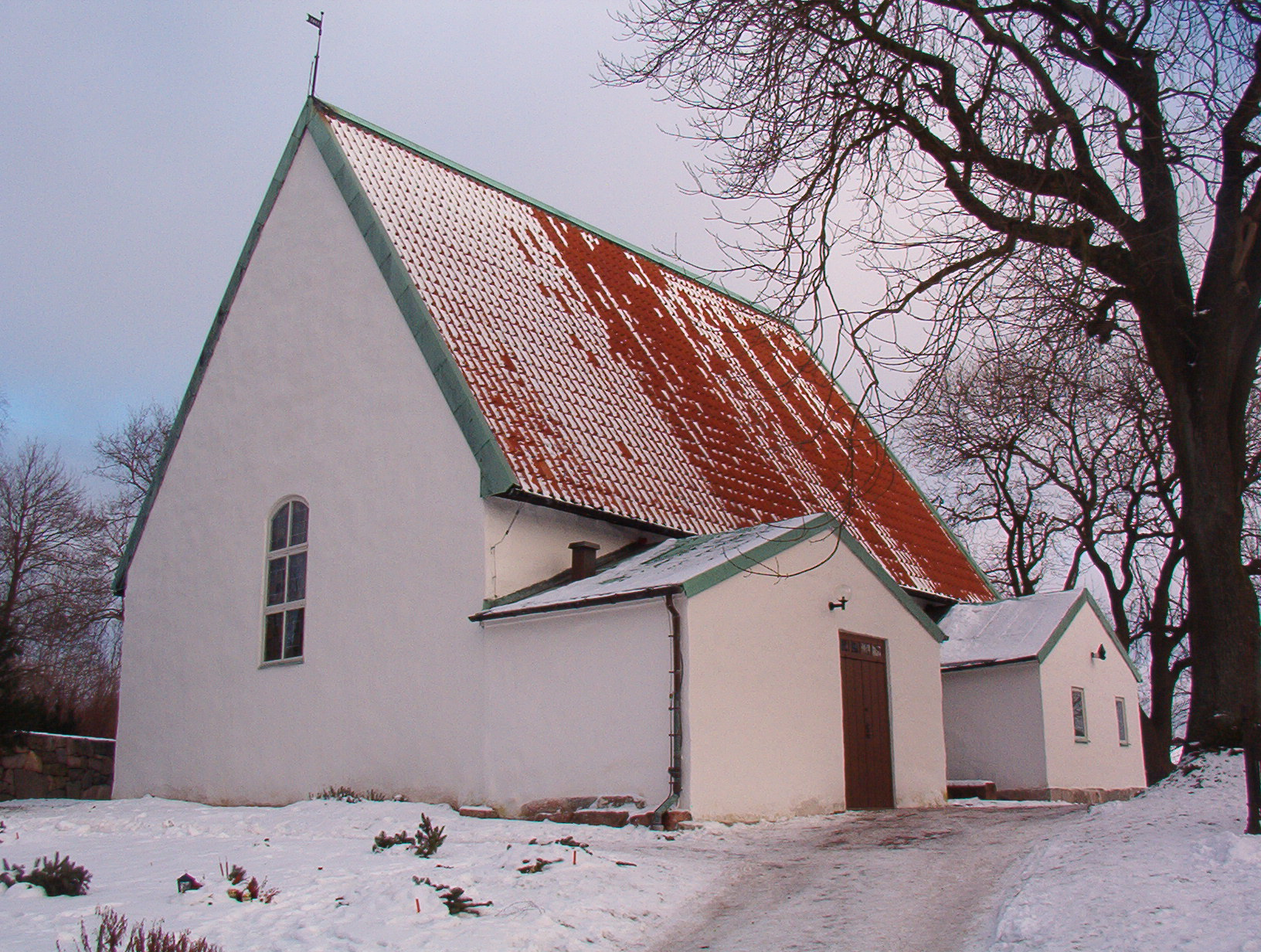
A Velha igreja de Lundby
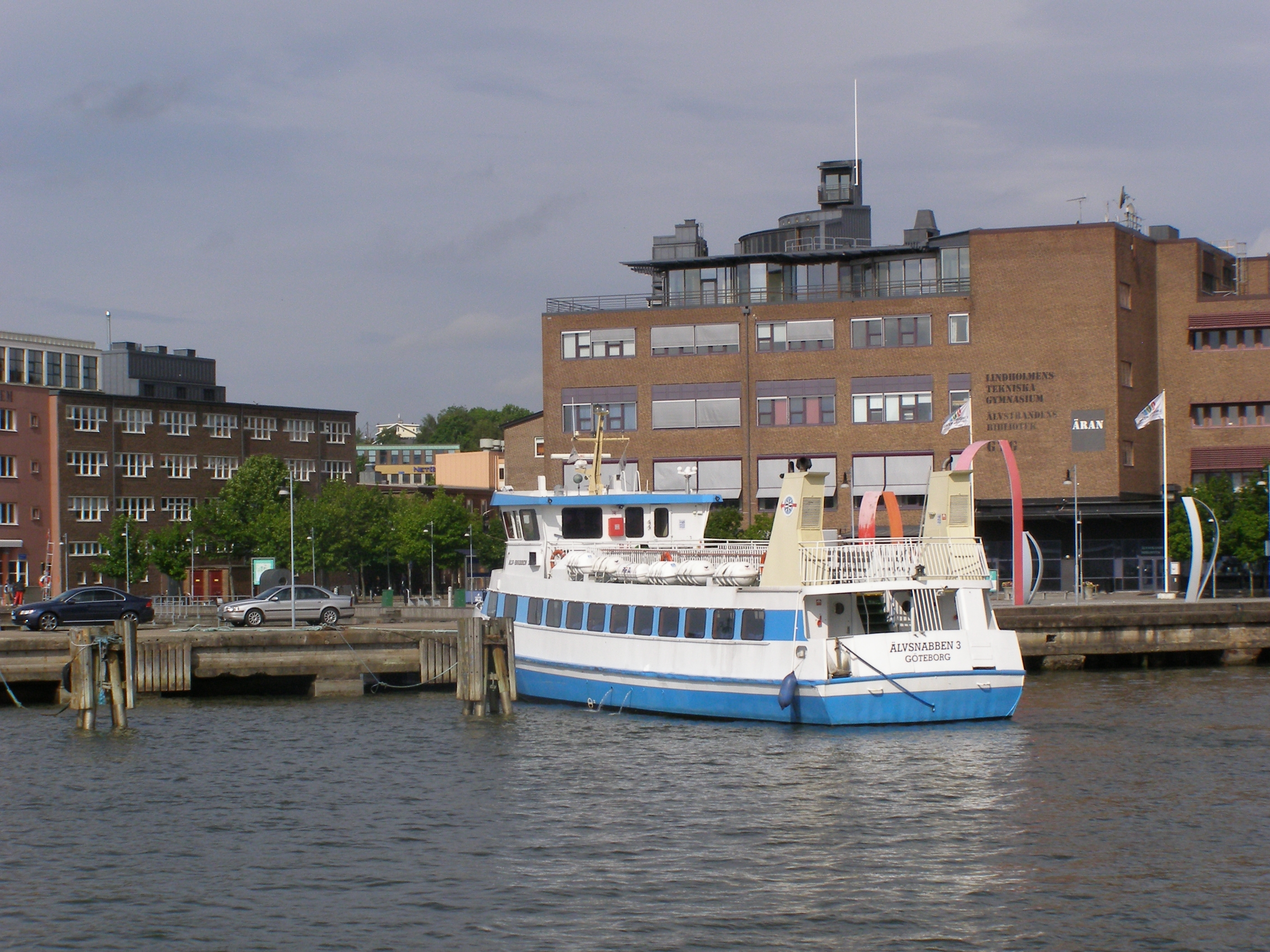
Ligação fluvial com Lindholmen